# Sächsische X V
| X V DR-Baureihe 14.2 | X V DR-Baureihe 14.2         | X V DR-Baureihe 14.2         | X V DR-Baureihe 14.2         |
| --- | ---------------------------- | ---------------------------- | ---------------------------- |
| Beschreibung |                              |                              |                              |
| Nummerierung: | 175–176 181–182              | 183–189                      | 190–195                      |
| Anzahl: | 2                            | 7                            | 6                            |
| Hersteller: | Sächsische Maschinenfabrik   | Sächsische Maschinenfabrik   | Sächsische Maschinenfabrik   |
| Baujahr(e): | 1900                         | 1902                         | 1903                         |
| Ausmusterung: | 1925–1926                    | 1925–1926                    | 1925–1926                    |
| Achsformel: | 2'B1' n4v                    | 2'B1' n4v                    | 2'B1' n4v                    |
| Gattung: | S 25.16                      | S 25.16                      | S 25.16                      |
| Spurweite: | 1435 mm                      | 1435 mm                      | 1435 mm                      |
| Länge über Puffer: | 19.485 mm                    | 19.565 mm                    | 19.565 mm                    |
| Höhe: | 4280 mm                      | 4280 mm                      | 4280 mm                      |
| Fester Radstand: | 2150 mm                      | 2150 mm                      | 2150 mm                      |
| Gesamtradstand: | 9150 mm                      | 9350 mm                      | 9350 mm                      |
| Radstand mit Tender: | 16.310 mm                    | 16.430 mm                    | 16.430 mm                    |
| Leermasse: | 61,9 t                       | 61,6 t                       | 62 t                         |
| Dienstmasse: | 69,3 t                       | 69 t                         | 69,4 t                       |
| Dienstmasse einschl. Tender: | 110,7 t                      | 110,8 t                      | 112,3 t                      |
| Reibungsmasse: | 32 t                         | 31,4 t                       | 31,2 t                       |
| Radsatzfahrmasse: | 10,7–16,0 t                  | 11,1–15,8 t                  | 11,4–15,6 t                  |
| Höchstgeschwindigkeit: | 125 km/h                     | 120 km/h                     | 100 km/h                     |
| Kuppelraddurchmesser: | 1980 mm*                     | 1980 mm*                     | 1980 mm*                     |
| Laufraddurchmesser (vorn): | 1045 mm*                     | 1045 mm*                     | 1045 mm*                     |
| Laufraddurchmesser (hinten): | 1045 mm* 1240 mm* (ab 1903)  | 1240 mm*                     | 1240 mm*                     |
| Steuerungsart: | Heusinger/Joy                | Heusinger/Joy                | Heusinger/Joy                |
| Zylinderanzahl: | 4                            | 4                            | 4                            |
| ND-Zylinderdurchmesser: | 555 mm                       | 555 mm                       | 555 mm                       |
| HD-Zylinderdurchmesser: | 350 mm                       | 350 mm                       | 350 mm                       |
| Kolbenhub: | 660 mm                       | 660 mm                       | 660 mm                       |
| Kesselüberdruck: | 15 bar                       | 15 bar                       | 15 bar                       |
| Anzahl der Heizrohre: | 228                          | 222                          | 222                          |
| Heizrohrlänge: | 4700 mm                      | 4700 mm                      | 4700 mm                      |
| Rostfläche: | 2,41 m²                      | 2,38 m²                      | 2,33 m²                      |
| Strahlungsheizfläche: | 13,65 m²                     | 13,30 m²                     | 13,30 m²                     |
| Rohrheizfläche: | 151,5 m²                     | 147,5 m²                     | 147,5 m²                     |
| Verdampfungsheizfläche: | 165,2 m²                     | 160,8 m²                     | 160,8 m²                     |
| Tender: | 2'2' T 18                    | 2'2' T 18                    | 2'2' T 19,5                  |
| Dienstmasse des Tenders: | 42,9 t                       | 41,5 t                       | 43,3 t                       |
| Wasservorrat: | 18 m³                        | 18 m³                        | 19,5 m³                      |
| Brennstoffvorrat: | 5 t                          | 5 t                          | 5 t                          |
| Bremsen: | Westinghouse-Druckluftbremse | Westinghouse-Druckluftbremse | Westinghouse-Druckluftbremse |
| * ab 1913 Verwendung von 75 mm-Radreifen, dadurch erhöht sich der Kuppelraddurchmesser auf 2000 mm, der Laufraddurchmesser auf 1065 mm bzw. 1260 mm |                              |                              |                              |

Die Lokomotiven der Gattung X {\displaystyle \textstyle {\mathfrak {V}}} der Königlich Sächsischen Staatseisenbahnen waren Schnellzug-Schlepptenderlokomotiven der Bauart Atlantic. Die einst als „Paukenschlag der Moderne“ wahrgenommenen Lokomotiven führten zu einem Entwicklungsschub bei der Konstruktion schnellfahrender Dampflokomotiven in Deutschland. Die Gattung X V gilt als erste Vierzylinder-Verbundlokomotive dieser Bauart in Deutschland.
Wichtigstes Einsatzgebiet waren die Schnellzugverbindungen auf den Hauptbahnen Leipzig–Dresden–Bodenbach und Leipzig–Hof. Die Deutsche Reichsbahn ordnete die Lokomotiven noch in die Baureihe 14.2 ein, musterte sie jedoch schon bis 1926 vollständig aus.

## Geschichte
Die ab den 1890er Jahren eingesetzten Lokomotiven der Gattungen VIb V, VIII 2 und VIII V 1 waren für ihre Zeit ausreichend leistungsfähig. Es war jedoch absehbar, dass die Zuglasten weiter steigen würden. Um einem Lokmangel vorzubeugen, bemühten sich die Königlich Sächsischen Staatseisenbahnen schon frühzeitig um eine Neukonstruktion. Das vom Leiter des Maschinentechnischen Bureaus in der Generaldirektion der Staatsbahn Ewald Richard Klien aufgestellte Leistungsprogramm sah vor, den damals schwersten Zug der Königlich Sächsischen Staatseisenbahnen, den 385 Tonnen schweren Hofzug des sächsischen Königs, auf der Bahnstrecke Leipzig–Dresden ohne Halt mit 100 Kilometer pro Stunde zu befördern. Die dazu erforderliche Leistung wurde auf rund 1300 PS geschätzt.
Diese Forderung war nur unter Rückgriff auf die damals modernsten Entwicklungen zu erfüllen. Vor allem das von Alfred de Glehn bei der Elsässischen Maschinenbau-Gesellschaft Grafenstaden entwickelte Triebwerk versprach mit seiner Vierzylinder-Verbundausführung einen guten Entwicklungsansatz. Außerdem vermutete die Staatsbahnverwaltung, dass eine Zweizylindermaschine den zu erwartenden Kräften nicht unbeschadet standhalten würde. Die Sächsische Maschinenfabrik vormals Richard Hartmann in Chemnitz als Hauslieferant der Kgl. Sächsischen Staatseisenbahnen verhandelte deshalb mit dem elsässischen Unternehmen, um dessen Patente nutzen zu können. Damit versuchte man eigene Entwicklungskosten zu sparen und die Risiken bei der Konstruktion der Lokomotive zu minimieren.
Zeitgleich mit den Chemnitzern wurde auch im Elsass eine ähnliche Verbundlokomotive mit der Achsfolge 2'B1' entwickelt und gebaut. Diese für die französische Compagnie des chemins de fer du Nord vorgesehene Maschine erhielt die Nr. 2.641.

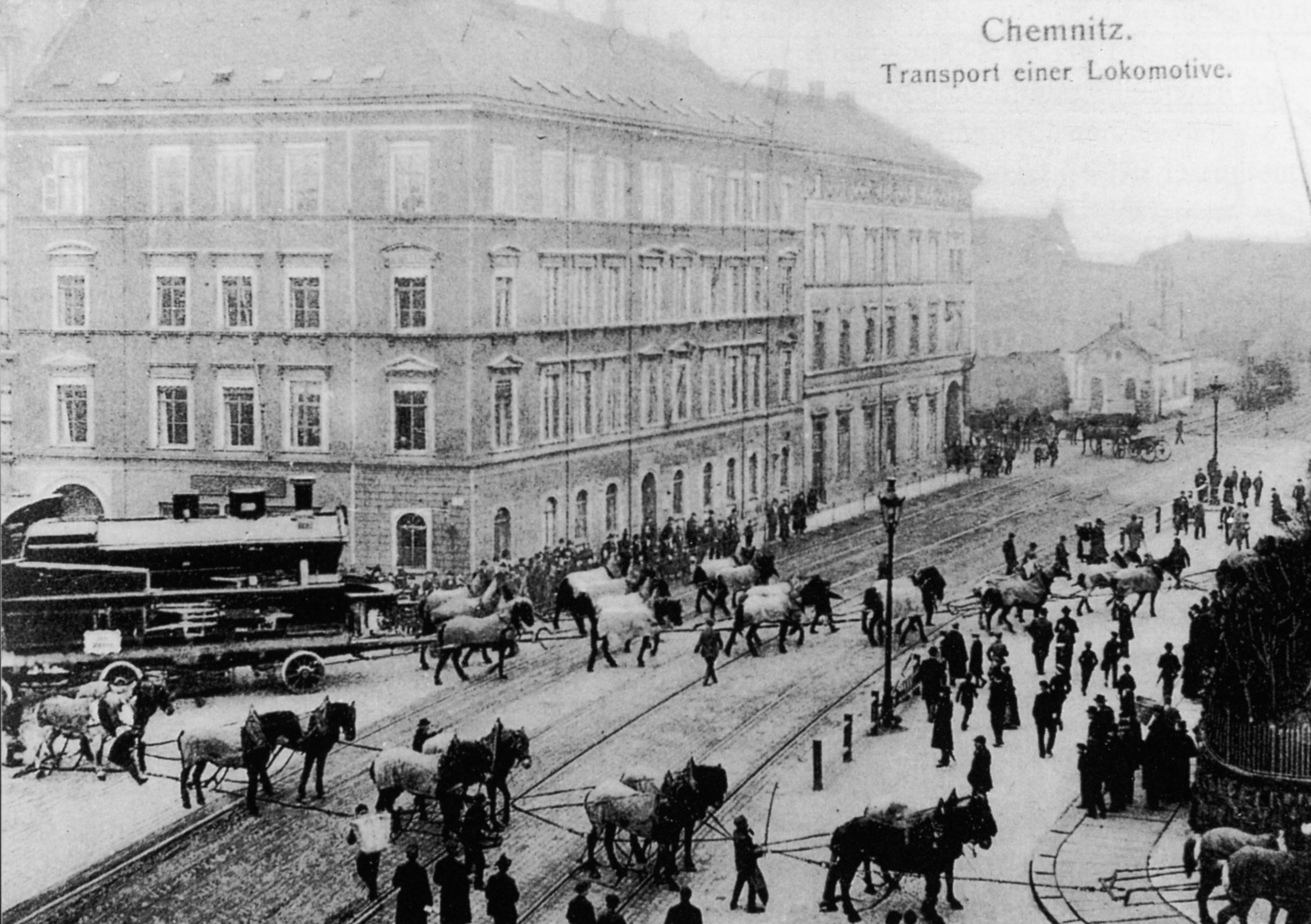
Transport der Nr. 175 von der Sächsischen Maschinenfabrik zum Chemnitzer Hauptbahnhof

Auf der Weltausstellung im Sommer 1900 in Paris wurden die von der Sächsischen Maschinenfabrik hergestellte Lokomotive mit der späteren Bahnnummer 175 (Fabriknummer 2600) und die französische „Schwester“ mit der Nummer 2.642 ausgestellt. Beide erhielten die Goldmedaille des Grand Prix. Mit der Neuentwicklung brach die eingetretene Erstarrung beim Bau von Lokomotiven für schwere und schnelle Reisezüge auf. Das Erscheinungsbild im Schnellzugverkehr änderte sich durch die neuen Lokomotiven in den nächsten zehn Jahren grundlegend. Ähnliche Maschinen wurden 1902 bis 1906 von der Elsässischen Maschinenbau-Gesellschaft als Gattung S 7 an die Preußischen Staatsbahnen geliefert. Die von der Maschinenfabrik erhofften Aufträge von außerhalb Sachsens blieben aus.

Die Kgl. Sächsischen Staatseisenbahnen erwarben die Lokomotive und eine weitere baugleiche mit der späteren Bahnnummer 176 (Fabriknummer 2492) zum Stückpreis von 81.431 Goldmark. Der Tender kostete 15.037 Goldmark das Stück. Nach Beendigung der Weltausstellung wurden die Lokomotiven einem Erprobungsprogramm auf den Strecken Leipzig–Dresden sowie Leipzig–Hof unterzogen. Bei Zugmassen von 100 bis 110 Tonnen erreichten die Maschinen eine Höchstgeschwindigkeit von 125 Kilometern pro Stunde. Bei optimalem Dampfverbrauch erreichten die Lokomotiven eine Leistung von 1180 PS. Der Eigenverbrauch der Lokomotive lag bei 485 PS. Damit war es möglich, einen 325 Tonnen schweren Zug zu befördern. Kurzzeitig konnten Leistungen bis zu 1350 PS erreicht werden.

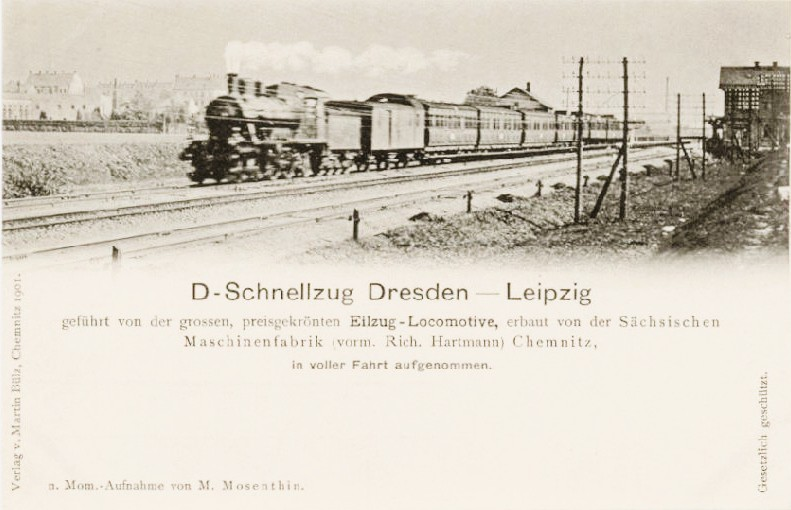
Postkarte von 1901: Eine X V vor einem Schnellzug zwischen Dresden und Leipzig

Die Bauart prädestinierte die Lokomotiven für den Schnellzugverkehr auf den Flachlandstrecken. Nach dem Ende der Erprobung wurden die Lokomotiven dem Heizhaus Leipzig Dresdner Bf zugeteilt.
Die guten Ergebnisse veranlasste die Staatseisenbahn weitere Lokomotiven nachzubestellen. Die im November und Dezember 1902 zum Stückpreis von 76.282 Mark gelieferten Maschinen mit den Bahnnummern 183 bis 189 (Fabrik-Nr. 2753 bis 2759) wurden in den Heizhäusern Dresden-Altstadt II und Leipzig Dresdner Bf stationiert. Von dort kamen sie auf der Strecke Dresden-Bodenbach sowie zwischen Leipzig und Dresden zum Einsatz.

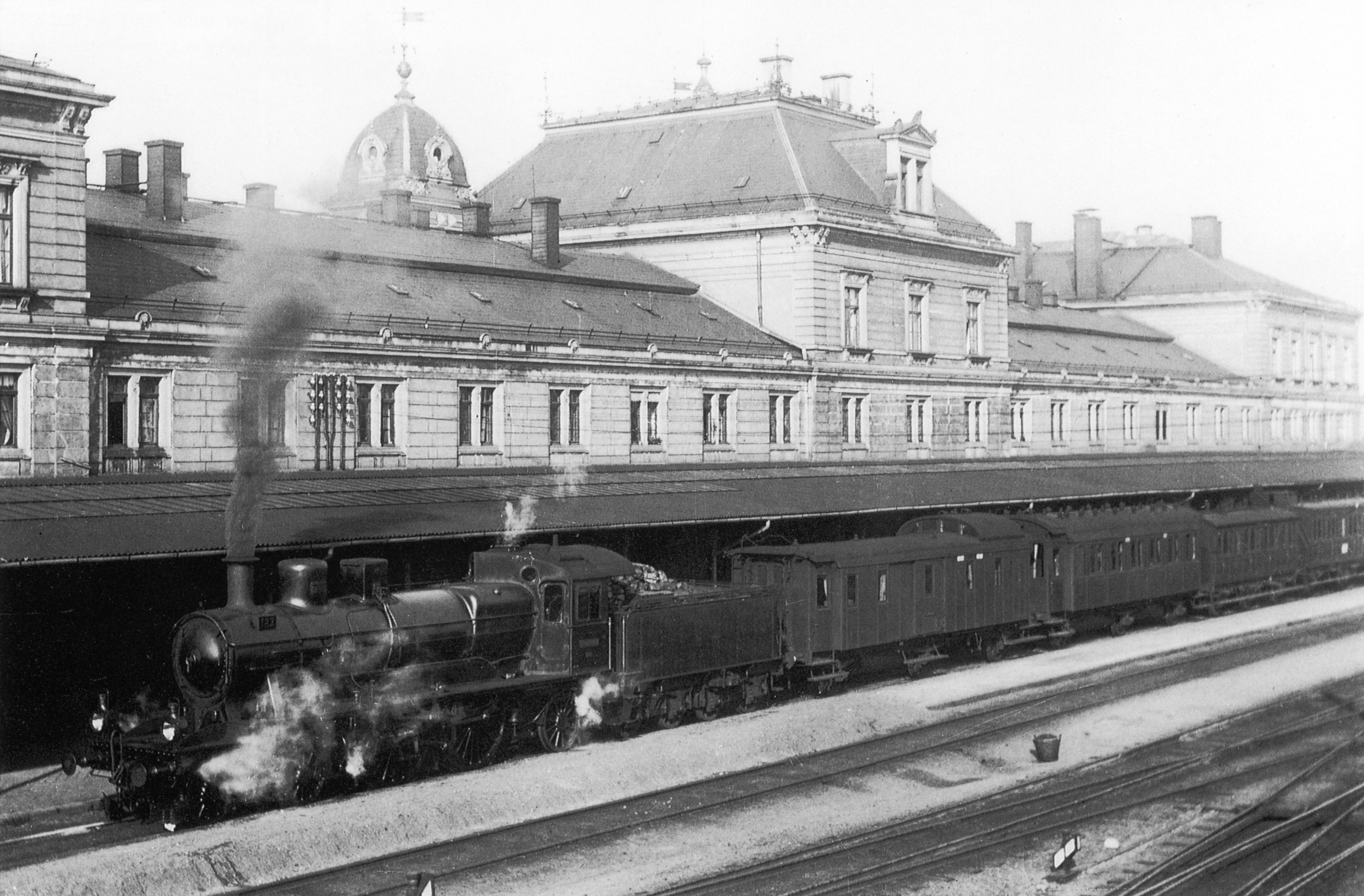
Nr. 182 im Jahr 1904 in Altenburg

Die im Februar 1903 angelieferten Lokomotiven Nummer 190 bis 192 (Stückpreis von 71.821 Mark) wurden im Heizhaus Hof Sächsischer Bf stationiert und fuhren auf der Strecke zwischen Hof und Leipzig. Die 165 Kilometer lange Strecke konnte mit einem Wasserhalt bewältigt werden. Nach einem Umbau 1903 wurden auch die Lokomotiven 175 und 176, danach als 181 und 182 nummeriert, auf dieser Strecke eingesetzt. Die im Februar und April 1903 zum Preis von 71.842 Mark gelieferten Lokomotiven wurden wiederum in Dresden beheimatet. Mit der Beheimatung von Lokomotiven der Gattung XII H in Hof 1906 verlegte man die Hofer X V zum Heizhaus Dresden-Altstadt II.
Die Unterhaltung der Maschinen erfolgte während ihrer gesamten Lebenszeit in der Werkstätte Dresden-Friedrichstadt. Auch nach Aufkommen der X H1 wurden die Lokomotiven weiterhin auf der Relation Leipzig–Dresden–Bodenbach eingesetzt. Mit der Eröffnung des Leipziger Hauptbahnhofes wurde Leipzig Hbf Süd neues Heimat-Heizhaus der Leipziger Maschinen. Ab 1916 war die Höchstgeschwindigkeit auf 100 km/h reduziert. Die Lokomotiven waren jetzt vor allem auch im Personenzugdienst auf den Strecken Leipzig–Döbeln–Dresden, Dresden–Röderau und Dresden–Zittau/Görlitz zu finden. 1918 begann man einige Lokomotiven in Zittau zu beheimaten. Damit wurden die Personen- und Eilzüge nach Bischofswerda, Löbau und Görlitz transportiert. Diese Einsätze dauerten bis 1924.
Die Deutsche Reichsbahn übernahm nach 1920 noch alle 15 Maschinen und gab ihnen ab 1925 die neuen Nummern 14 201–215. Der Lokomotivmangel auf Grund der Lokomotivabgaben infolge des Versailler Vertrages verhinderte eine rasche Ausmusterung der nunmehr schon technisch überalterten Maschinen. Erst 1923 stellte man die ersten Fahrzeuge ab. Im Oktober 1925 waren fünf Lokomotiven im Bahnbetriebswerk Dresden-Altstadt (Heizhaus I und II), drei jeweils im Bahnbetriebswerk Riesa und Bahnbetriebswerk Leipzig Hbf Süd und zwei im Bahnbetriebswerk Leipzig Bay. Bf. beheimatet. Zwei Lokomotiven waren bereits ausgemustert.
Letzte Einsätze der Lokomotiven erfolgten im Nahverkehr von Leipzig nach Geithain, Frohburg, Meuselwitz, Altenburg oder Reichenbach. Außerdem befuhren die Lokomotiven mit Personen- und Eilgüterzügen die Strecke Leipzig–Döbeln–Dresden. Im September 1926 wurde die Lokomotive 14 213 (früher Nr. 193) als letzte Maschine der Gattung X V ausgemustert und verschrottet.

## Technische Merkmale

Sächsische X V Nr. 186 im Ablieferungszustand 1902

### Rahmen und Fahrwerk

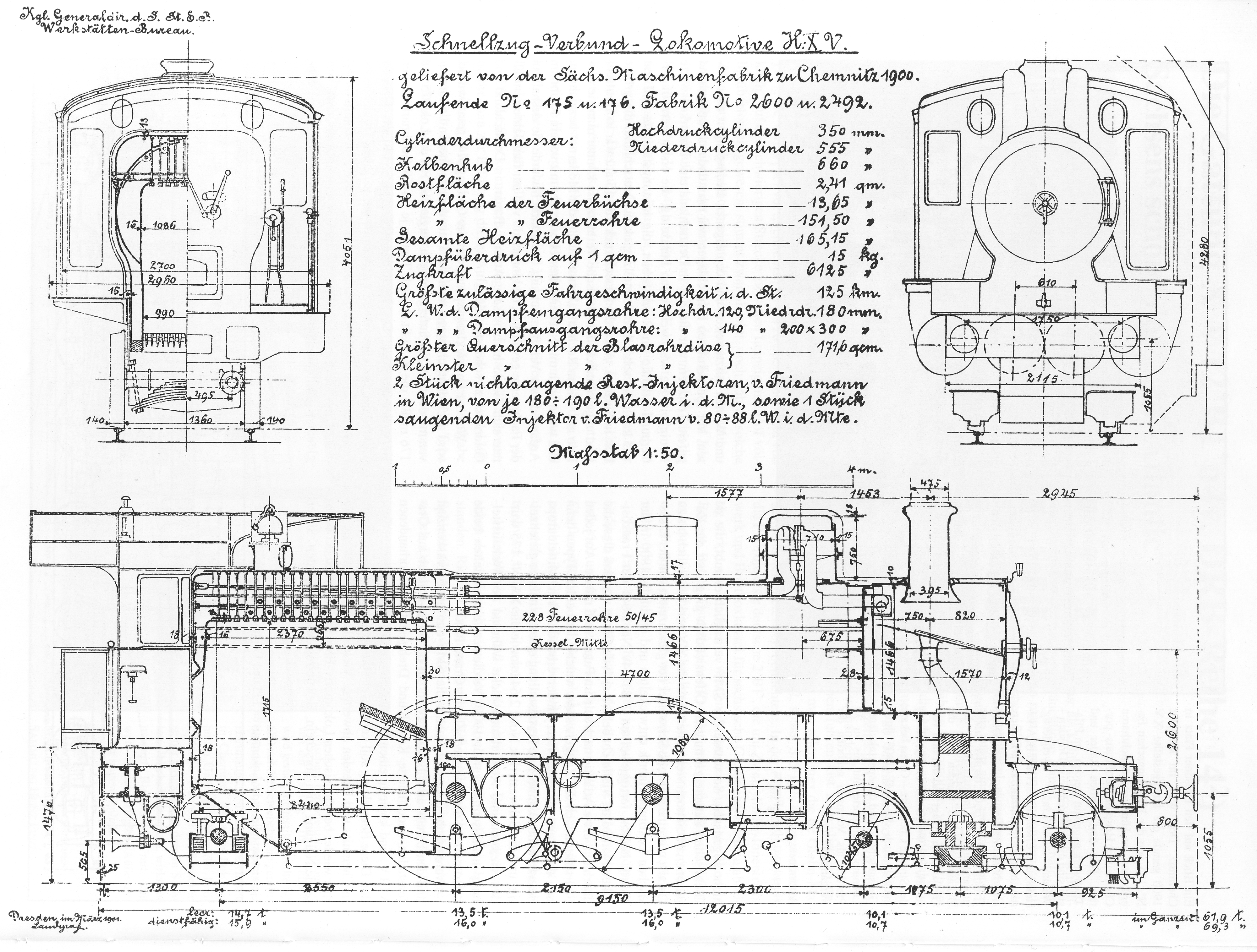
Musterblatt 1. Lieferserie

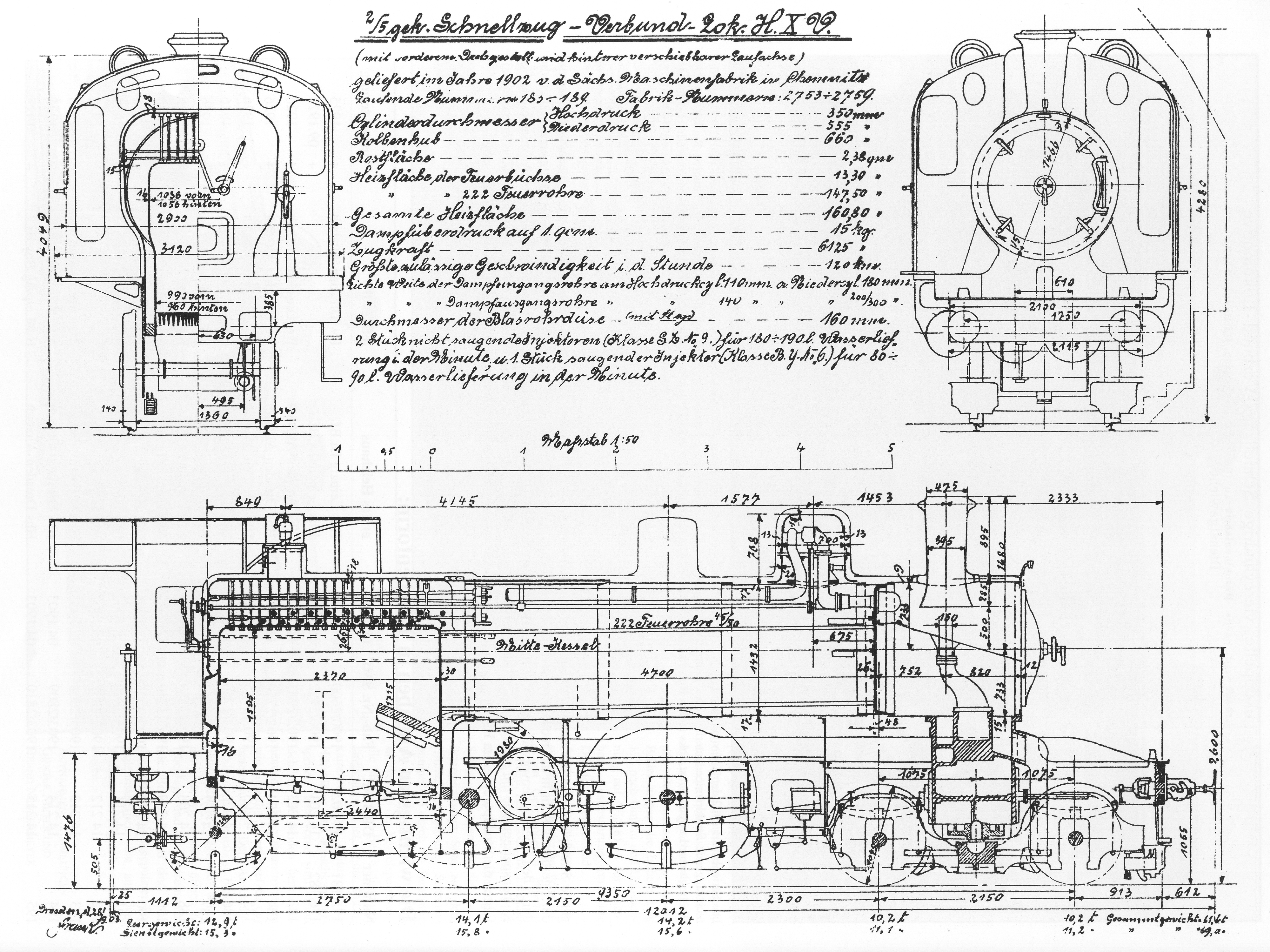
Musterblatt 2. Lieferserie

Der Rahmen der Lokomotiven bestand aus 30 Millimeter starkem Blech und war innenliegend. Um das Innentriebwerk unterzubringen, war er im Bereich des vorderen Drehgestelles nach außen gekröpft. Damit wurde eine lichte Weite von 1380 statt 1200 Millimetern erreicht. Das führende Drehgestell entsprach der bereits in Preußen entwickelten Bauart Erfurt, wie es auch schon bei der VIII V 1 genutzt wurde. Die Radsätze mit einem Raddurchmesser von 1045 Millimetern hatten einen Achsabstand von 2,15 Metern. Die Seitenverschiebbarkeit betrug 40 Millimeter. Der Rahmen bestand aus 22 Millimeter starken Blechen, die einen Abstand von 940 Millimetern hatten. Als Abstützung diente eine Kugelpfanne unterhalb des Innenzylindergussstückes. Die Abfederung zum Rahmen erfolgte durch eine Wiege mit vier Pendeln. Die einzelnen Radsätze des Drehgestelles waren durch über den Achsen liegenden Tragfedern abgefedert.
Die als Adamsachse konstruierte Schleppachse hatte bei den Prototypen einen Abstand von 2,55 Metern zur hinteren Kuppelachse. Der seitliche Verschub betrug nach jeder Seite 25 Millimeter. Der Radsatz hatte einen Durchmesser von 1065 Millimeter. Die Abfederung erfolgte mit unter der Achse liegenden Querfedern. Die Kuppelradsätze hatten den in Preußen üblichen Durchmesser von 1980 Millimetern und waren fest im Rahmen gelagert. Zur Federung dienten unterhalb der Achsen liegende Blattfedern, die mit verstellbaren Ausgleichshebeln verbunden waren. Um das Aufsteigen der Lokomotiven beim Anfahren zu reduzieren, wurde ab der Bauserie 1902 die Schleppachse um 200 Millimeter nach hinten verlegt sowie Räder mit einem Durchmesser von 1240 Millimeter benutzt. Statt der Querfedern setzte man nun Längsfedern ein.

### Kessel

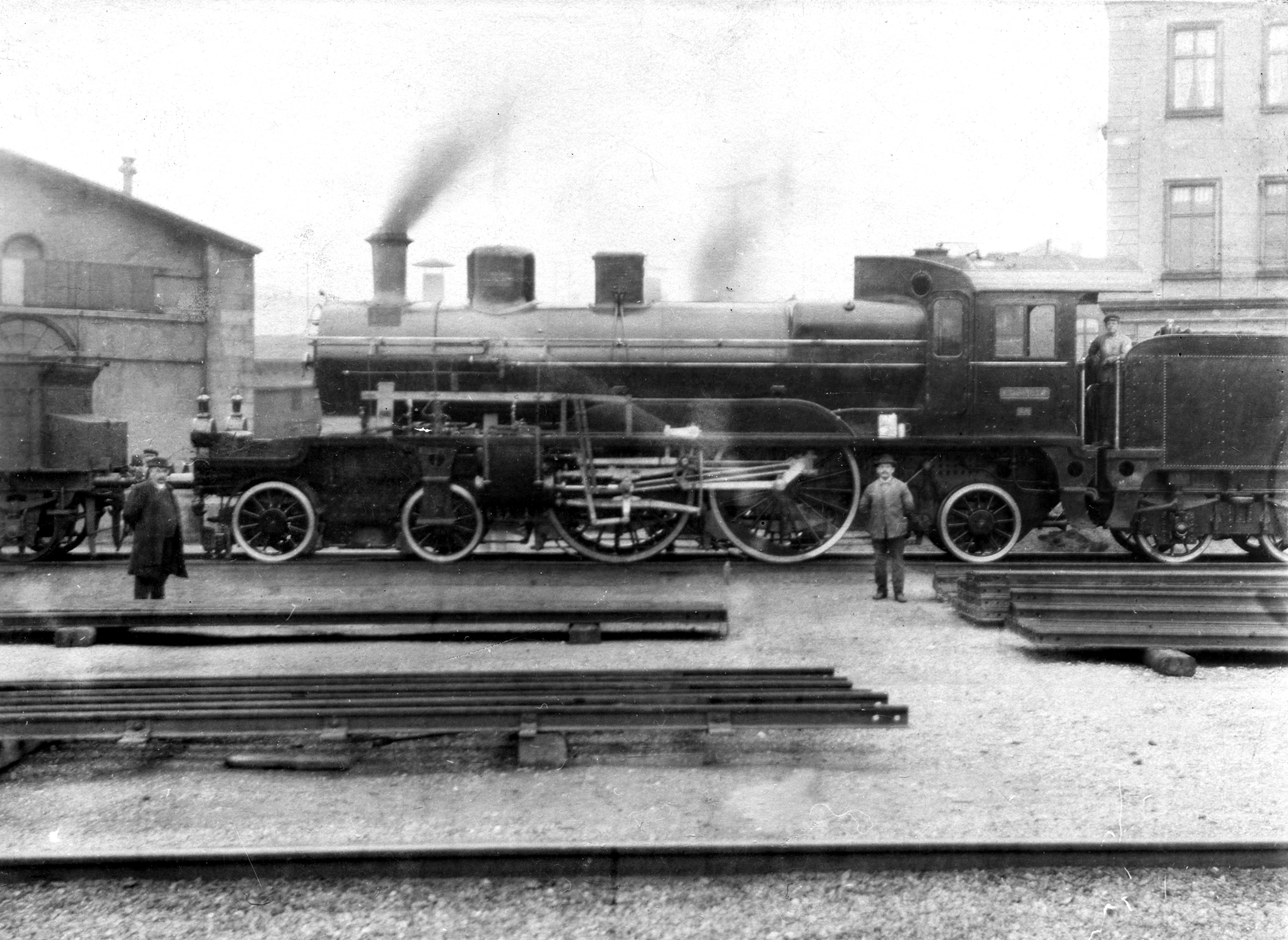
Sächsische X V (vermutlich im Oktober 1900 am Bahnhof in Chemnitz)

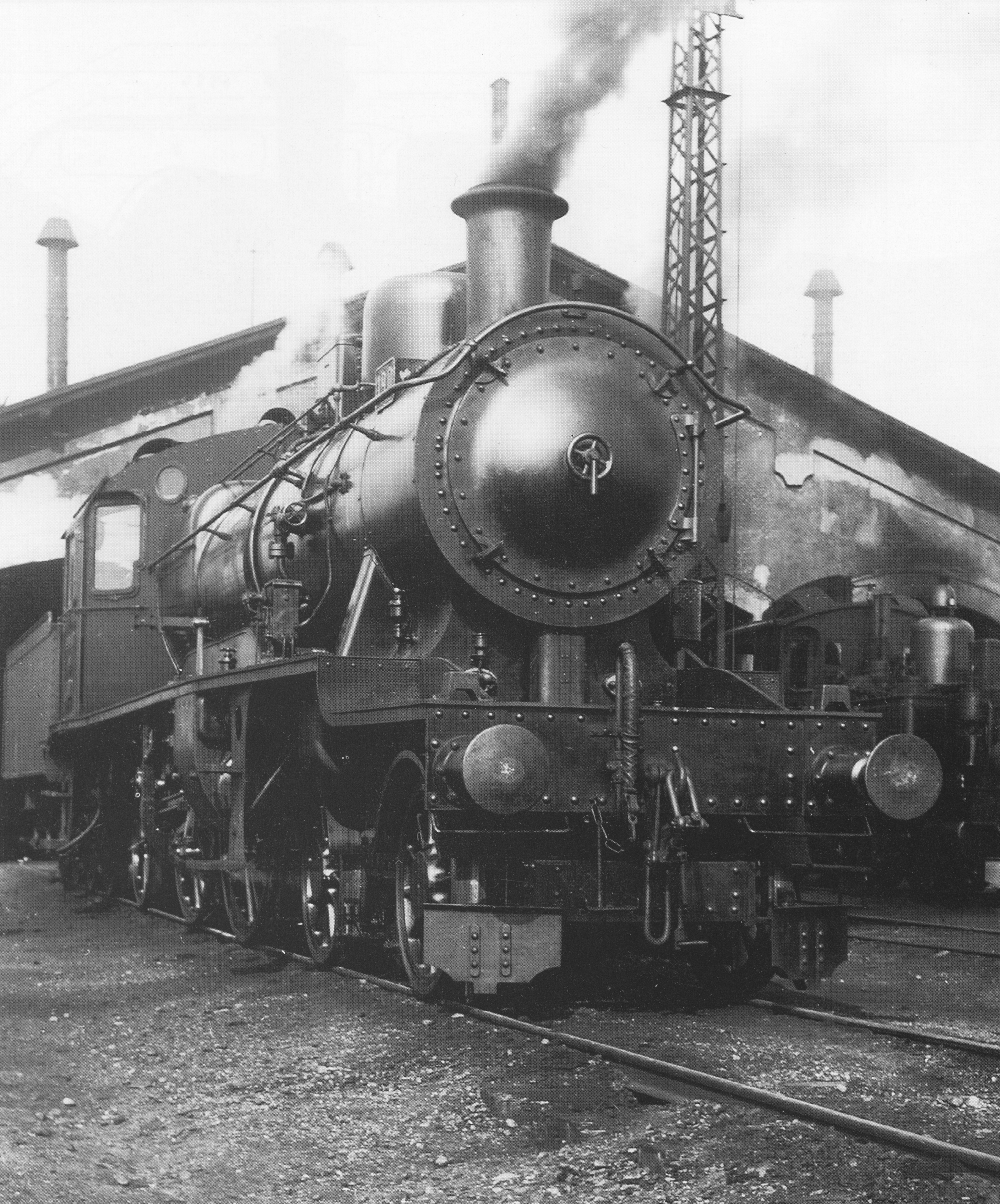
Nr. 190 im Jahre 1904 vor dem Heizhaus Dresden-Pieschen

Bei der Konstruktion des Kessels lehnte sich die Sächsische Maschinenfabrik an die Vorgängergattung VIII V 1 an. Der Belpaire-Stehkessel besaß eine ebene Stehkesseldecke und reicht hinter der zweiten Kuppelachse weit zwischen den Rahmenwangen nach unten. Der Rost war eben angeordnet. Gegenüber der VIII V 1 war die Rostfläche fast identisch, jedoch erhöhte man den Kesseldruck von 13 bar auf 15 bar und vergrößerte die Heizfläche der kupfernen Feuerbüchse. Die Wand zu den Heizrohren war 30 Millimeter stark. Die Feuertür wurde in der Bauart Untiedt mit verschließbaren Luftschlitzen ausgeführt. Der Langkessel bestand aus drei Schüssen. Der Kessel hatte eine Wandstärke von 17 Millimetern. Die Länge zwischen den Rohrwänden betrug 4,70 Meter. In den vorderen Kesselschuss war die 28 Millimeter starke Rauchkammerrohrwand eingenietet. Die Rauchkammer selbst war aufgesteckt und vernietet. Die Tür der Rauchkammer verfügte über einen Zentralverschluss mit vier Anreibern. Der Funkenfänger war als schräge Platte in der Rauchkammer ausgeführt.
Der Dampfdom saß auf dem vorderen Kesselschuss. Der Flachregler zur Dampfentnahme war in den Dom integriert. Zur Dampftrocknung war zwischen Stehkessel und Dom ein geschlitztes Dampfsammelrohr angeordnet. Die Kesselspeisung erfolgte mittels zweier nichtsaugender Friedmann-Restarting-Injektoren SZ9 links und rechts des Führerhauses sowie einer saugenden Friedmann-Strahlpumpe BY Nr. 6 im Führerhaus auf der Heizerseite. Die Kesselspeiseventile befanden sich in der Mitte des zweiten Kesselschusses. Der Kontrolle des Wasserstandes dienten ein Schauglas auf der Heizerseite und Probierhähne auf der Lokführerseite. Dampfpfeife und die Pop-Sicherheitsventile waren im Führerhaus vorn in der Windschneide untergebracht. Der Dampf wird über ein Hosenrohr in der Rauchkammer und weitere Rohre unterhalb des Umlaufbleches zu den Zylindern geleitet.
Bei der Bauserie 1902 bestand der Kessel aus vier Schüssen. Durch die vierschüssige Ausführung mussten die Rauchrohre verringert werden. Dies hatte eine kleinere Heizfläche zur Folge. Größere Veränderungen erfolgten im Bereich des Stehkessels. Die Rostfläche wurde verkleinert und leicht nach vorn geneigt. Außerdem wurde der vordere Teil zur Arbeitserleichterung als Kipprost ausgeführt. Die Wand zur Rauchkammer wurde auf 26 Millimeter verringert. Bei der Bauserie 1903 wurde die Rauchkammer auf 1850 Millimeter verlängert, um das Löschefallrohr an den inneren Zylindern günstiger vorbeiführen zu können. Der Stehkessel wurde komplett aus Blechen mit einer Stärke von 17 Millimetern gefertigt.

### Triebwerk
Die Dampfmaschine war als Vierzylinder-Verbundtriebwerk der Bauart de Glehn ausgeführt. Bei dieser Ausführung trieben die außen liegenden Hochdruckzylinder die zweite Kuppelachse, die innen liegenden Niederdruckzylinder die erste Kuppelachse an. Alle Zylinder waren waagerecht und auf Höhe der Treibradachsmitte angeordnet. Die Steuerung der Dampfmaschine erfolgte getrennt über eine Heusinger-Steuerung für die Außenzylinder und eine Joy-Steuerung für die Innenzylinder. Grund für den Einbau der ungenaueren Joy-Steuerung war der Verzicht auf den Steuerungsexcenter auf der Kropfachse sowie die Vergrößerung des Platzes für Wartungsarbeiten. Im Führerhaus war für die Innenzylinder ein Steuerbock mit Handrad und für die Außenzylinder ein Händel angeordnet. Diese konnten getrennt oder gemeinsam betätigt werden. Dies hatte zur Folge, dass zwei separate Steuerstangen notwendig waren. Alle Zylinder waren mit entlasteten Flachschiebern mit Trickkanal für eine doppelte Einströmung ausgestattet. Die Anfahrvorrichtung war von der Bauart Lindner. Die Schmierung von Schieber und Zylinder erfolgte mit Friedmann-Schmierpressen.

### Bremsen, Ausstattung

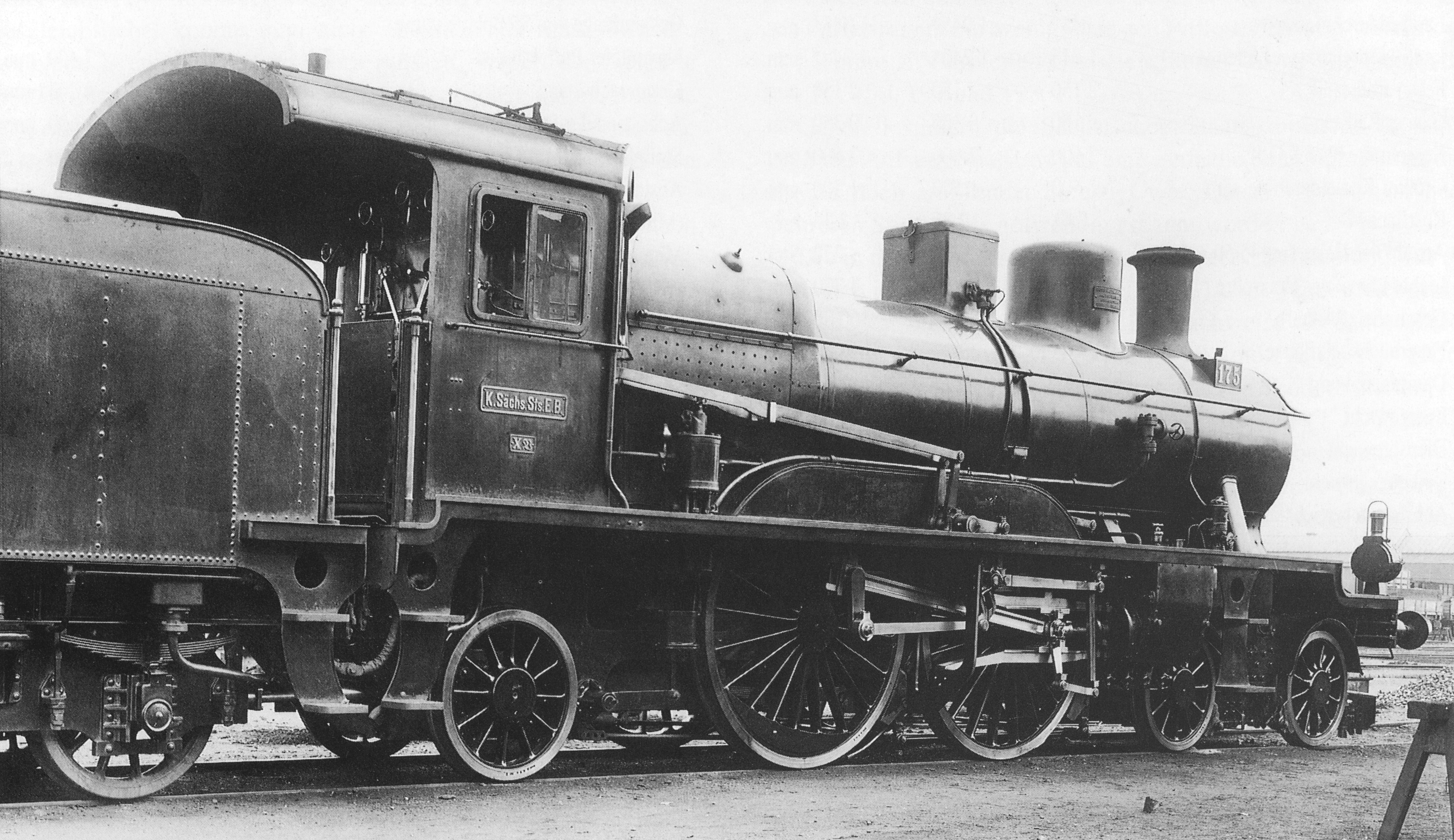
Nr. 175 im Jahre 1900

Zur Abbremsung von Lokomotive und Wagenzug besaßen die Lokomotiven eine Westinghouse-Druckluftbremse. Die Bremssohlen waren beim Drehgestell innen, bei den Treibrädern vorn und bei den Tendern innen angeordnet.
Bei den beiden Prototypen war die Luftpumpe rechts vor dem Führerhaus, bei allen anderen Lokomotiven links angebaut. Der Abdampf wurde über ein Rohr in die Rauchkammer geleitet. Die drei Bremszylinder waren hinter der zweiten Treibachse beidseitig am Rahmen (für die Treibräder) und für das Drehgestell zwischen den Hochdruckzylinder angebracht. Die Haupt- und Hilfsluftbehälter waren zwischen den Rahmenwangen angeordnet. Zum Sanden wurde ein Druckluftsandstreuer angebaut, der die Treibräder von vorn sandete.
Die Lokomotiven besaßen ein sogenanntes Windschneidenführerhaus, das heißt, dass die Frontseite des Führerhauses in einer Spitze zuläuft. Die Aufstiegsleiter war zweigeteilt um auch bei abgekuppelten Tender den Aufstieg zu ermöglichen. Insgesamt war das Führerhaus 2,7 Meter breit. Ab der Bauserie 1902 war das Führerhaus 3,12 Meter breit.
Der Kessel, die Zylinderseiten, Luftpumpe, Dome, Sandkästen, Leitungen, Handstangen, Führerhaus und Tenderaufbau erhielten die in Sachsen übliche dunkelgrüne Nitrolackierung. Rauchkammer, Umlaufoberfläche, Schornstein und weitere Flächen waren in schwarz gehalten. Der Lokomotivrahmen, die Radkörper, die Seitenlinie der Umlaufbleche, Pufferträger, Tenderrahmen und -räder waren braunrot. Die Beschilderung der Lokomotive bestand aus Messingtafeln. Bei der Umzeichnung durch die Deutsche Reichsbahn erhielten die Maschinen keine neuen Nummerntafeln. Die neuen Betriebsnummern wurden nur noch aufgemalt.

### Tender
Bei der Konstruktion des Tenders für die X V orientierte man sich an den schon in Preußen verwendeten Drehgestell-Tendern. Der Rahmen des Tenders bestand aus zwei 300 Millimeter hohen und 16 Millimeter beziehungsweise 10 Millimeter starken U-Eisen, die an der Stoß- und Pufferbohle sowie an drei weiteren Punkten miteinander verbunden waren. Zur Abstützung neben den Drehbolzen der Drehgestelle dienten vier seitliche Gleitlager. Der Wasserkasten war im unteren Teil rechteckig. Der obere Teil war hufeisenförmig. In der Mitte besaß er eine nach vorn abfallende Decke. Die Seitenwände waren nach oben verlängert, um den Kohlenraum zu schaffen. Die Entnahmeöffnung hatte eine Breite von 800 Millimetern. Die Wassereinfüllluke befand sich quer vor dem hinteren Ende. Bei den Drehgestellen wurde die Konstruktion des preußischen Vorbildes übernommen. Die Federung erfolgte durch über den Achsen liegende Blattfedern. Zusätzlich zur Druckluftbremse hatte der Tender eine Extersche Wurfhebelbremse an der Heizerseite des Tenders.
Ab der Bauserie 1902 wurde die Bauweise vereinfacht. Dadurch konnte das Leergewicht um 1,4 Tonnen auf 18,5 Tonnen gesenkt werden. Durch eine leicht niedrigere und längere Konstruktion ergab sich eine leicht gestrecktere Ausführung. Die Bauserie 1903 erhielt einen Tender mit einem Fassungsvermögen von 19,5 Tonnen Wasser. Dies konnte durch die Verbreiterung des Wagenkastens erreicht werden. Außerdem setzte man kleinere Räder ein. Der Bau von Tender der Bauart 2'2' T 21, also mit einem Fassungsvermögen von 21 Tonnen, für die X V ist nicht nachweisbar. Die Lokomotive wurde jedoch mit diesem Tender gekuppelt. Kupplungen mit anderen Tendern wurden im Grundbuch von 1916 genannt, sind jedoch nicht erfolgt.

### Umbauten
Wie viele andere Lokomotiven wurden auch die X V im Laufe ihres Betriebes umgebaut. Zuerst waren die Prototypen Nr. 175 und 176 von Umbaumaßnahmen betroffen. Im Jahre 1903 passte man sie weitgehend an die Bauserie 1902 an. So wurden die Schleppachse um 0,2 Meter nach hinten verlegt, die Räder auf 1,240 Meter vergrößert und Längsfedern eingebaut. Außerdem wurde die doppelte Steuerstange entfernt. Zu einem späteren Zeitpunkt erhielten die Tender größere Achslager. Die Lokomotiven der Bauserie 1902 wurden im Laufe der Einsatzzeit an die Bauserie 1903 mit verlängerter Rauchkammer angeglichen. Um das Anfahren der Lokomotiven zu verbessern, wurden im Zeitraum zwischen 1913 und 1918 verschiedene Verbesserungen der Sandungsanlage erprobt. Die 189 erhielt einen vergrößerten Sandkasten, die 191 zusätzliche Druckluftdüsen und die 194 eine zusätzliche mechanische Sandstreuanlage Bauart von Helmholtz. Weitere Umbauten einzelner Lokomotiven betrafen die Anbringung der Loklaternen und den Einsatz von Gas als Leuchtmittel sowie die Änderung der Führerhausaufstiege auf eine einteilige Bauart. 1924 erhielt die Lok Nr. 193 einen Knorr-Oberflächenvorwärmer der Bauart Fahdt. Dabei wurde Vorwärmer und Pumpe auf der linken Seite angebracht. Dafür musste die Luftpumpe auf die rechte Seite umgesetzt werden. Gleichzeitig konnten zwei Strahlpumpen entfallen.

## Fahrzeugliste
| Fabriknummer | Bahnnummer K. Sächs. Sts. Eb. | Bahnnummer DR | Indienststellung | Ausmusterung   | Tendernr. (alt/neu) | Preis (Lok/Tender)      |
| ------------ | ----------------------------- | ------------- | ---------------- | -------------- | ------------------- | ----------------------- |
| 2600         | 175/181                       | 14 202        | Mai 1900         | 1925           | 181/35              | 81.431 Mark/15.035 Mark |
| 2492         | 176/182                       | 14 201        | Juni 1900        | September 1925 | 182/36              | 81.431 Mark/15.035 Mark |
| 2753         | 183                           | 14 203        | November 1902    | 1926           | 183/37              | 76.282 Mark/15.037 Mark |
| 2754         | 184                           | 14 204        | November 1902    | 1926           | 184/38              | 76.282 Mark/15.037 Mark |
| 2755         | 185                           | 14 205        | November 1902    | 1926           | 185/39              | 76.282 Mark/15.037 Mark |
| 2756         | 186                           | 14 206        | Dezember 1902    | 1926           | 186/40              | 76.282 Mark/15.037 Mark |
| 2757         | 187                           | 14 207        | Dezember 1902    | 1925           | 187/41              | 76.282 Mark/15.037 Mark |
| 2758         | 188                           | 14 208        | Dezember 1902    | 1925           | 188/42              | 76.282 Mark/15.037 Mark |
| 2759         | 189                           | 14 209        | Dezember 1902    | 1926           | 189/43              | 76.282 Mark/15.037 Mark |
| 2805         | 190                           | 14 210        | Februar 1903     | 1925           | 190/44              | 71.821 Mark/13.684 Mark |
| 2806         | 191                           | 14 211        | Februar 1903     | 1925           | 191/45              | 71.821 Mark/13.684 Mark |
| 2807         | 192                           | 14 212        | März 1903        | September 1925 | 192/46              | 71.821 Mark/13.684 Mark |
| 2808         | 193                           | 14 213        | Februar 1903     | September 1926 | 193/47              | 71.842 Mark/13.684 Mark |
| 2809         | 194                           | 14 214        | April 1903       | 1925           | 194/48              | 71.842 Mark/13.684 Mark |
| 2810         | 195                           | 14 215        | April 1903       | 1925           | 195/49              | 71.842 Mark/13.684 Mark |